# Montbrió del Camp
Montbrió del Camp è un comune spagnolo situato nella comunità autonoma della Catalogna, è situato in una zona piana tra i comuni di Cambrils, Vinyols i els Arcs, Botarell e Mont-roig del Camp.
I principali monumenti sono la chiesa parrocchiale, con un organo barocco, la casa del paese porticata e l'ermita di San Antoni de Pàdua.
Negli anni ottanta dei secolo XX sono stati scoperti pozzi di acqua termale, questo ha permesso negli anni novanta la costruzione della stazione termale Hotel Termes Montbrió.

## Sport
A Montbrió del Camp hanno la sede legale i Barcelona Dragons della European League of Football.